# Fiscalía de Castilla-La Mancha
La Fiscalía de Castilla-La Mancha, también llamada Fiscalía Superior de Castilla-La Mancha, es el órgano fiscal superior de la comunidad autónoma española de Castilla-La Mancha. Este órgano del poder judicial ejerce la jefatura del Ministerio Fiscal en la región y está presidido por el fiscal superior de Castilla-La Mancha. Tiene su sede en la ciudad de Albacete.
Creada en 2007 y constituida en 2008, es heredera histórica de la Fiscalía de la Real Audiencia Territorial de Albacete creada por la reina María Cristina de Borbón-Dos Sicilias en 1834. El fiscal superior de Castilla-La Mancha es, desde 2021, Emilio Manuel Fernández García.

## Historia

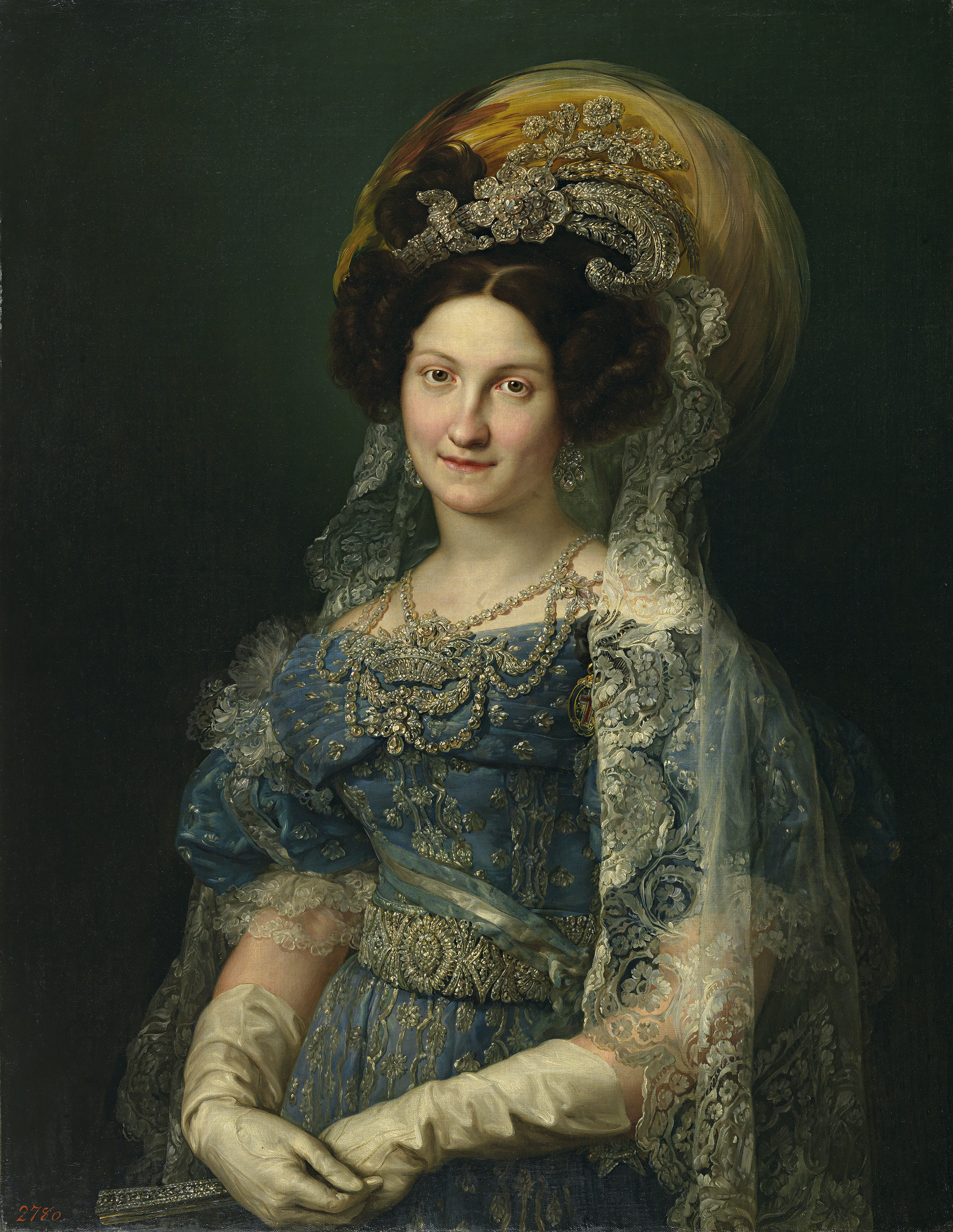
Fue con la reina María Cristina de Borbón-Dos Sicilias, creadora de la Real Audiencia Territorial de Albacete, con quien se promulgó el Reglamento provisional para la Administración de Justicia, texto en el que se estructuró el Ministerio Fiscal con una organización sólida.

La Fiscalía de Castilla-La Mancha fue creada por el Real Decreto 1754/2007, de 28 de diciembre (BOE de 31 de diciembre de 2007), siendo heredera de la Fiscalía de la Real Audiencia Territorial de Albacete. Su antecedente más directo fue la extinta Fiscalía del Tribunal Superior de Justicia de Castilla-La Mancha, que estuvo dirigida por el fiscal jefe de la comunidad. El primer fiscal jefe de la región fue Andrés López Mora, quien tomó posesión en 1989.
El acto solemne de constitución de la Fiscalía de Castilla-La Mancha tuvo lugar el 21 de enero de 2008 con la asistencia de autoridades como el presidente del Tribunal Superior de Justicia de Castilla-La Mancha, Vicente Rouco, el fiscal jefe del Tribunal de Cuentas, Olayo González Soler, o el presidente de Castilla-La Mancha, José María Barreda, entre otras.

## Fiscal superior

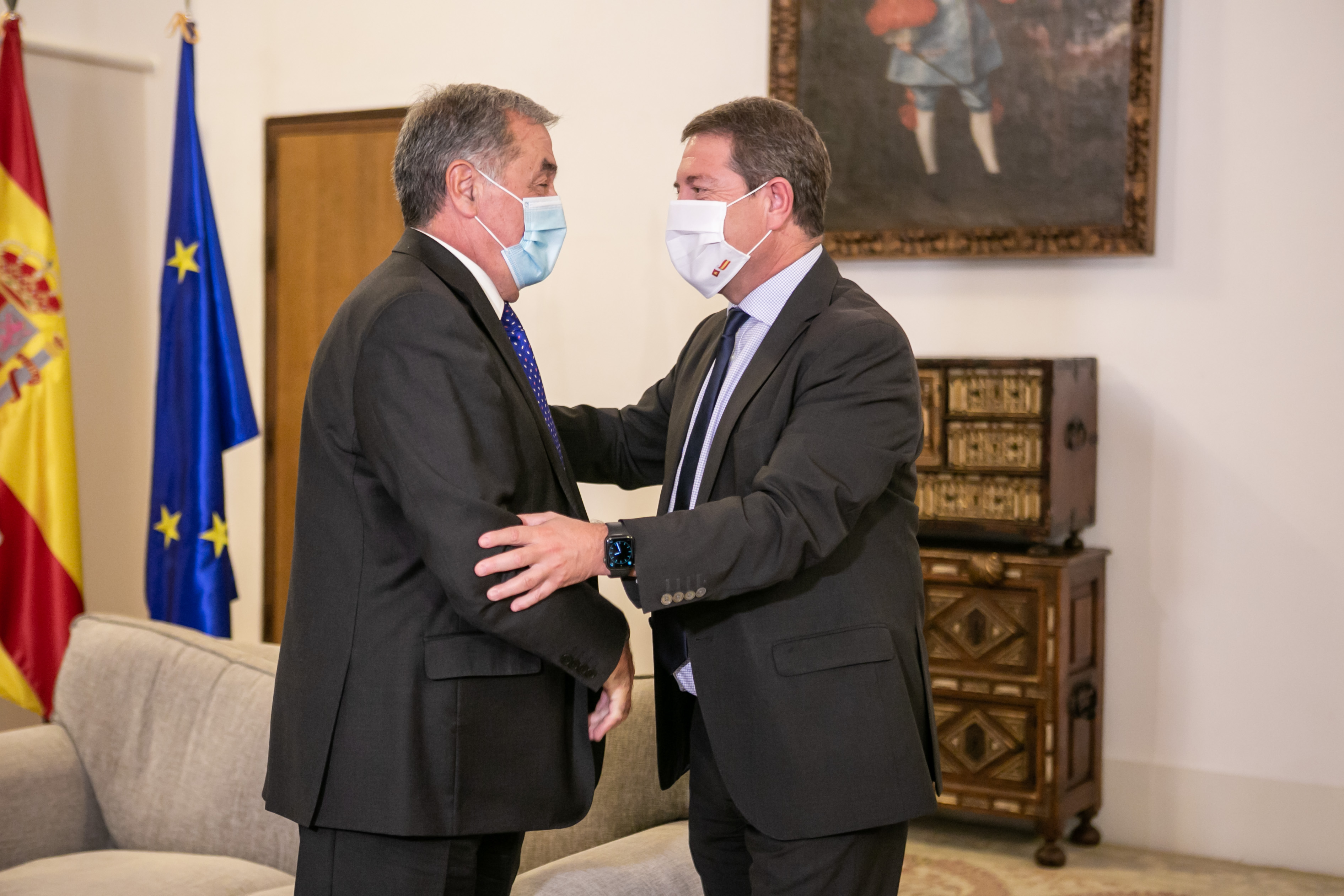
Reunión del fiscal superior de Castilla-La Mancha, Emilio Manuel Fernández García, tras su toma de posesión en 2021, con el presidente de la comunidad autónoma

La Fiscalía de Castilla-La Mancha está dirigida por el fiscal superior de Castilla-La Mancha, quien asume la jefatura y representación del Ministerio Fiscal en todo el territorio de la comunidad autónoma, sin perjuicio de las competencias que corresponden al fiscal general del Estado. Preside la Junta de Fiscales Jefes de Castilla-La Mancha y ejerce como interlocutor principal del Ministerio Fiscal con las autoridades regionales. En la actualidad desempeña el cargo, desde 2021, Emilio Manuel Fernández García.
| Titular                        | Periodo         |
| ------------------------------ | --------------- |
| Andrés López Mora              | 1989-2006       |
| José Martínez Jiménez          | 2006-2021       |
| Emilio Manuel Fernández García | 2021-actualidad |

Su número dos, con una importante cartera de funciones, es el teniente fiscal de Castilla-La Mancha, cuyo titular es, desde 2012, Francisco Ramón Sánchez Melgarejo.

## Sede
La Fiscalía de Castilla-La Mancha, máximo órgano del Ministerio Fiscal en la comunidad autónoma, tiene su sede en Albacete, en el Palacio de Justicia de Castilla-La Mancha ubicado en el centro histórico de la capital manchega.